# أندرو موير
أندرو موير (بالإنجليزية: Andrew Moir)‏ هو لاعب كرة قدم أسترالية أسترالي، ولد في 3 يناير 1959.

## وصلات خارجية
- أندرو موير على موقع AustralianFootball.com (الإنجليزية)
- أندرو موير على موقع AFLtables.com (الإنجليزية)